# Rhinotyphlops unitaeniatus
Rhinotyphlops unitaeniatus — вид змій родини сліпунів (Typhlopidae). Мешкає в Східній Африці.

## Поширення і екологія
Rhinotyphlops schinzi мешкають на півдні Сомалі, в Кенії та на північному сході Танзанії. Вони живуть в акацієво-комміфорових чагарниках і хащах та в прибережних заростях, на висоті до 1600 м над рівнем моря.